# NGC 1203B
NGC 1203B (другие обозначения — MCG -3-8-71, PGC 11599) — эллиптическая галактика (E) в созвездии Эридан.
Этот объект не входит в число перечисленных в оригинальной редакции «Нового общего каталога» и был добавлен позднее.
Часто указывается как часть NGC 1203-1, но NGC 1203B слишком слаба, чтобы Ливенворт мог её увидеть.